# بخش مرکزی شهرستان فامنین
بخش مرکزی شهرستان فامنین یکی از بخش‌های تابعهٔ شهرستان فامنین در استان همدان در غرب ایران است.

## تقسیمات کشوری
بخش مرکزی شهرستان فامنین از ۱ شهر و ۲ دهستان تشکیل یافته‌است:
- بخش مرکزی 
  - دهستان خرم‌دشت
  - دهستان مفتح

شهرها: فامنین

## جمعیت
بنابر سرشماری مرکز آمار ایران، جمعیت بخش مرکزی شهرستان فامنین در سال ۱۳۹۵ برابر با ۲۹,۴۵۸ نفر بوده‌است.

## چهره های مشهور
- محمد مفتح[۴] از جمله مشهورترین مبارزان دوران انقلاب اسلامی ایران است که در ۲۷ آذرماه ۱۳۵۸ به دست گروه فرقان ترور شد.
- روح‌الله سهرابی[۵] نویسنده و کارگردان سینما و تلویزیون ایران . ازجمله آثار او فیلم سینمایی خاکستر و برف[۶] و سریال ۵۰ قسمتی آرام می گیریم[۷]،[۸]،[۹] است که در نظر سنجی مردمی ، پرمخاطب ترین سریال سال ۱۳۹۵ ایران لقب گرفت.
- یحیی دولتی[۱۰][۱۱][۱۲] فوق تخصص پوست و مو. بنیانگذار کلینیک تخصصی پوست و مو در ایران